# Girolamo Cardano
Girolamo Cardano (n. 24 septembrie 1501, Pavia - d. 21 septembrie 1576, Roma) a fost un matematician, filozof și medic italian din perioada Renașterii.
Cunoscut și sub numele latin Hieronymus Cardanus, a fost un savant renumit și geniu universal.

## Biografie

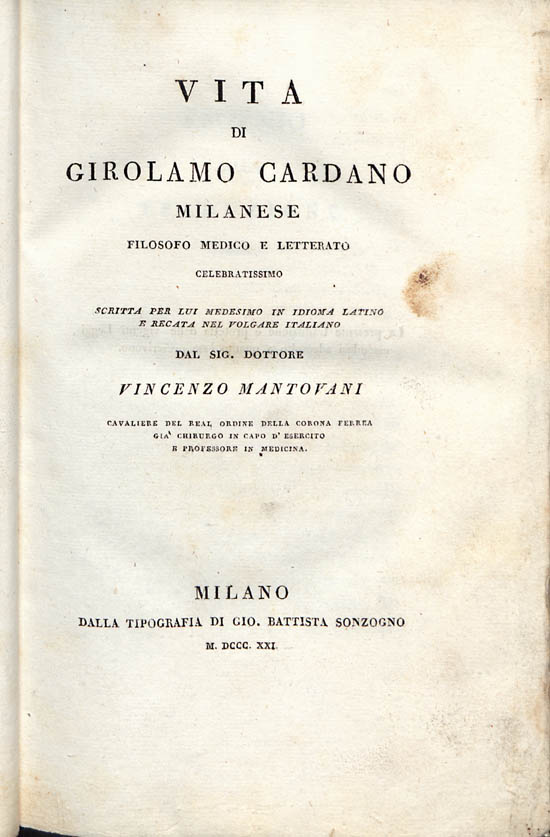
De propria vita, 1821

Este fiul unui matematician milanez, prieten cu Leonardo da Vinci. Destul de tânăr dobândește cunoștințe de astrologie și magie, devenind celebru și totodată îl preocupă științele naturii și matematica.
Studiază atât în Pavia, cât și la Padova, matematica și medicina, licențiindu-se în amândouă.
În 1523 devine profesor de matematică la Universitatea din Pavia.
După ce obține doctoratul, în 1534 este numit profesor la Academia Palatină din Milano.
În 1562 intră că profesor de matematică la Bologna, unde îl are ca student pe Lodovico Ferrari.
În 1570 este arestat pentru fapte nejustificate.
Un an mai târziu, se retrage la Roma, unde își petrece ultimii ani din viață.

## Contribuții științifice

### Matematică
Cardano a adus contribuții deosebite la dezvoltarea algebrei, elaborând procedeul de rezolvare a ecuațiilor algebrice de ordinul al treilea, ceea ce ulterior va fi denumit "metoda lui Cardano".
Totuși, formulele de rezolvare a acestor ecuații fuseseră descoperite de Scipione del Ferro în 1515, apoi de Tartaglia în 1535, dar Cardano le-a dat forma finală.
În 1539, Cardano a pregătit un tratat: Practica aritmeticae și avea intenția să scrie altul: Artis magnae sive de regulis algebricis, dedicat algebrei, cunoscut astăzi sub numele Ars magne, apărut în 1545, în care a enumerat toate formele posibile ale acestor ecuații.
Cardano este primul savant din Europa care a utilizat sistematic rădăcinile negative și a descoperit legătura din rădăcinile și coeficienții unei ecuații, care astăzi poartă numele lui Viète (Formulele lui Viète).
De asemenea, tot lui Cardano i se atribuie prima reprezentare a numerelor complexe.
A construit un elipsograf, instrument pentru trasarea elipselor.

### Mecanică
Cardano a aprofundat și probleme de mecanică, cum ar fi: teoria pârghiilor, mișcarea proiectilelor, legea inerției, unele probleme de statică.
De numele lui Cardano sunt legate suspensia și cuplajul cardanic⁠(en)[traduceți].

## Importanța operei sale
Multe din lucrările lui Leonardo da Vinci au exercitat o influență directă asupra lucrărilor lui Cardano, cum ar fi introducerea metodei matematice în cercetare și rezolvarea problemelor de mecanică.
Cardano a fost o personalitate importantă a secolului său, un spirit filozofic, cu înclinații către științe, prieten al adevărului, talent inventiv.
Devizele sale erau:
- Tempus meu possesio ("Timpul este bogăția mea")
- Tempus ager meus ("Timpul este câmpul meu").

Lucrările complete ale lui Cardano au fost publicate la Lyon în 1663, în zece volume.